# Harry Billig
Harry Billig (* 3. Juli 1914 in Leipzig; † 2008 oder 2009 in Bad Elster) war ein deutscher Maler und Grafiker.

## Leben und Werk
Billig studierte Malerei und Grafik an der Staatlichen Akademie für graphische Künste und Buchgewerbe Leipzig und arbeitete bereits in der Zeit des Nationalsozialismus als freischaffender Künstler. Arbeiten aus diesem Zeitraum befinden sich in der Pinakothek München.
Billig nahm dann als Soldat der Wehrmacht am Zweiten Weltkrieg teil. Nach der Entlassung aus der Kriegsgefangenschaft arbeitete er ab 1947 als freischaffender Künstler mit regionaler Bedeutung in Bad Elster. Als Grafiker benutzte er mit Vorliebe die Techniken der Radierung, häufig als Aquatinta, und der Glasmonotypie. Neben freien künstlerischen Arbeiten schuf er u. a. Buchillustrationen.
Billig war ab 1952 Mitglied des Verbandes Bildender Künstler der DDR.

## Ausstellungen (mutmaßlich unvollständig)

### Postume Personalausstellung
- 2013/2014: Stralsund, Deutsches Meeresmuseum (Vom Fischer und seiner Frau)[2]

### Ausstellungsbeteiligungen
- 1950er Jahre: Karl-Marx-Stadt, mindestens eine Mittelsächsische Kunstausstellung
- 1974 und 1985: Karl-Marx-Stadt, Bezirkskunstausstellungen

## Werke (Auswahl)

### Druckgrafik
- Wieland[3] (1937, Kaltnadelradierung auf Kunstharz, 56 × 39,7 cm)[4]
- Väinämöinen (1939, Kaltnadelradierung auf Kunstharz, 28 × 37,8 cm)[5]
- Staatsbad Elster (1965, Reihe von 10 Radierungen; als Mappenwerk mit den Originalgrafiken publiziert)[6]

### Buchillustrationen (mutmaßlich unvollständig)
- Das Rosenmädchen. Deutsche Volksmärchen. Mitteldeutsche Verlagsgesellschaft, 1947.
- Herbert Jordan (Hrsg.): Wir gehen ins Konzert. Ein kleiner Wegweiser für unsere Musikfreunde. Sachsendruck, Plauen 1953.
- Heinrich Wagner: Bad Elster. Heilbad und Landschaft. Verlag Volk und Gesundheit, Berlin 1961.
- Antje Hückstedt (Hrsg.): Vom Fischer und seiner Frau aus den Kinder- und Hausmärchen der Brüder Grimm. Verein zur Förderung der Heimatpflege und des Darß-Museums e. V., Ostseebad Prerow 2013.

## Weblink
- https://www.karl-may-wiki.de/index.php/Harry_Billig